# محمد سواويد
محمد يوسف سواويد مواليد 16 أكتوبر 1999، لاعب كرة قدم إماراتي يجيد اللعب كلاعب وسط .

## مسيرة اللاعب
لعب مع نادي اتحاد كلباء ونادي الذيد.